# Saarpfalz-Kreis
Saarpfalz-Kreis is een Landkreis in de Duitse deelstaat Saarland. De Landkreis telt 141.656 inwoners (31 december 2020) op een oppervlakte van 418,52 km². Kreisstadt is de stad Homburg.

## Steden en gemeenten
De volgende steden en gemeenten liggen in het district (inwoners op 31-12-2007):
| Steden - Bexbach (18.625) - Blieskastel (22.686) - Homburg (43.778) - St. Ingbert (37.939) | Gemeenten - Gersheim (7084) - Kirkel (10.157) - Mandelbachtal (11.590) |

Bexbach · Blieskastel · Gersheim · Homburg · Kirkel · Mandelbachtal · Sankt Ingbert
Merzig-Wadern · Neunkirchen · Regionalverband Saarbrücken · Saarlouis · Saarpfalz-Kreis · St. Wendel